# وادي دامة
وادي دامة أو داما أو وادي قرار أو وادي الحبق هو أحد أودية شبه الجزيرة العربية، ويقع ضمن حدود السعودية في منطقة تبوك، يبلغ طول الوادي 125 كم ومتوسط انحداره 13,4 م / كم. ينبع من حرة الرحا، ويصب في البحر الأحمر مقابل جزيرة النعمان، جنوب مدينة ضباء في شمال غرب المملكة العربية السعودية.. من أهم روافده وادي شواق، ووادي قراقر.

## أصل التسمية
أداما أو أُدامى بالألف المقصورة ومعناه من الدوام فهو دائم الجريان بسبب عيونه الكثيرة وبعضها يصب من الجبال حول الوادي عند مروره بقرية الديسة السياحية. 
قال ياقوت الحموي في معجم البلدان: أدامى موضع بالحجاز، فيه قبر الزهري العالم الفقيه، ولا أعرفه أنا. وفي كتاب نصر: الادامى من أعراض المدينة، كان للزهري هناك نخل غرسه بعد أن أسن.

## الموقع[5]
العرض 00 ْ 16 ْ 27 ْ
الطول 45 ْ 05 ْ 36 ْ

## مجراه ومصبه
تنشأ روافده من حرة الرهاه وحرة تبوك وحسمى، وتبدأ تسمية وادي داما بهذا الاسم عند التقاء رافديه الشجنة الشمالية مع الشجنة الجنوبية عند الدرجة 38 - 27 شمالا و 36 - 36 شرقا وارتفاع 777 م، ثم يبدأ الوادي في مجرى أخدودي ضيق عرضه 50 م ثم يأخذ في الاتساع تدريجيا وفي هذا الجزء من الوادي تجري المياه العذبة على سطح الأرض طوال العام نتيجة لوجود العيون ومنها العين الزرقاء ويكثر فيه نبات البردي لذلك يرتاده المتنزهون وأصبح من المواقع السياحية في منطقة تبوك، ثم يتجه إلى الجنوب الغربي ويلتقي برافد من الجنوب الشرقي وهو وادي فضوى وأسفل التقائهما تقع قرية الديسة على حافة وادي داما الشمالية ثم يواصل الوادي مجراه إلى أبو العجاج والنهيدات ثم يمر بين جبلين صغيرين هما جبيل البلوي جنوبا وجبيل العقبي شمالا وهما حدود قبلية قديمة، بعد ذلك يدخل إلى مزارع البديع ويقطعه الطريق المعبد من البديع إلى شواق ثم يتجه الوادي إلى الغرب يرفده شعيب الواغر ثم يمر بقرية نابع داما وأسفل القرية يلتقي بوادي طليح القادم من الشمال ثم يضيق مجراه بين جبال طليح من الشمال وجبال حريمل وريدان والبوالة من الجنوب ثم يلتقي برافد كبير هو وادي السعلوة ثم يبدأ بالانحناء باتجاه الجنوب الغربي و يمر بقرية قريشمان ويستمر إلى أن يعبر طريق ضبا - الوجه الدولي جنوب ضباء بـ 35 كم من تحت جسر سمي باسمه ( جسر وادي داما ) وقرب الجسر شرق الطريق تقع بئر رزيقان وهي بئر قديمة على درب الحجيج، ثم يصب في البحر الأحمر عند الدرجة 08 - 27 شمالا و 47- 36 شرق، أمام جزيرة النعمان وعند مصبه تكثر أشجار الشورى ( القرم ) ، ويبلغ طوله من أبعد روافده حتى مصبه 140 كم تقريبا.

## روافده
من أهم روافده من الشرق إلى الغرب، الشجنة، غمرة، قراقر، فضوى، شعيب أم حمض، تربان الشرقي، السخنة، شواق، السعلوة .

## التاريخ
سكنه ودفن فيه الإمام ابن شهاب الزهري
قال ابن سعد في الطبقات الكبرى : وَأَخْبَرَنَا الْحُسَيْنُ بْنُ الْمُتَوَكِّلِ الْعَسْقَلَانِيُّ , قَالَ : رَأَيْتُ قَبْرَ الزُّهْرِيِّ بِأَدَامَى وَهِيَ خَلْفَ شَغْبٍ وَبَدَا . وَهِيَ أَوَّلُ عَمَلِ فِلَسْطِينَ وَآخِرُ عَمَلِ الْحِجَازِ وَبِهَا ضَيْعَةُ الزُّهْرِيِّ الَّذِي كَانَ فِيهَا وَرَأَيْتُ قَبْرَهُ مُسَنَّمًا مُجَصَّصًا أَبْيَضَ قَالُوا : وَكَانَ الزُّهْرِيُّ ثِقَةً كَثِيرَ الْحَدِيثِ وَالْعِلْمِ وَالرِّوَايَةِ فَقِيهًا جَامِعًا.